# Gymnastes subnudus
Gymnastes subnudus är en tvåvingeart som beskrevs av Charles Paul Alexander 1956. Gymnastes subnudus ingår i släktet Gymnastes och familjen småharkrankar.
Artens utbredningsområde är Rwanda. Inga underarter finns listade i Catalogue of Life.